# Johann Jakob Im Hof
Johann Jakob Im Hof (* 6. März 1815 in Basel; † 7. Juni 1900 ebenda) war ein Schweizer Kaufmann, Politiker und Kunstmäzen.

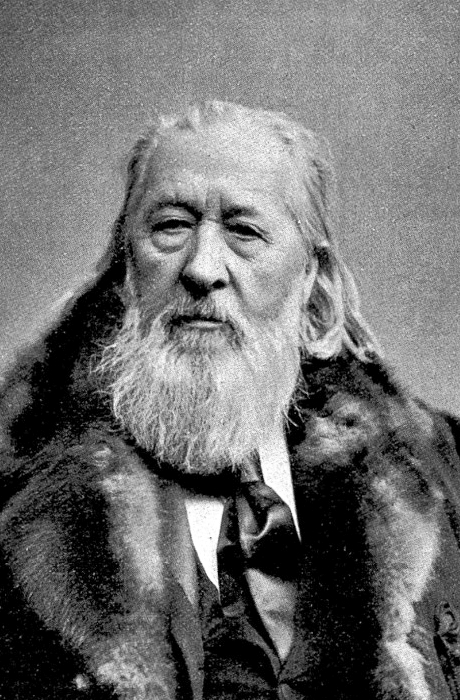
Johann Jakob Im Hof

## Leben und Werk
Johann Jakob Im Hof war der Sohn des Richters und Gerbereibesitzers Johann Jakob Im Hof (1786–1848) und dessen erster Ehefrau, Margaretha Steiger (1788–1817). Nach Wunsch seines Vaters musste er eine Ausbildung zum Kaufmann machen, durfte jedoch seinen wirklichen Interessen nachgehen, Technik und Kunst.
So nahm Im Hof bei Achilles Benz seinen ersten Zeichenunterricht. Später war er für kurze Zeit Schüler bei Hieronymus Hess, zu dem er sechzig Jahre später eine Biografie herausgab. Als er in Lausanne zur Schule ging, war er Schüler von Jean-Pierre Naef.
Als Kaufmann hielt sich Im Hof 1836/1837 in Paris auf und hatte inzwischen grosses Interesse am Militär gefunden. So lernte er dort bei Johann Georg Heck das topografische Zeichnen, namentlich im Hinblick auf die spätere Verwendung für den militärischen Gebrauch, und besuchte oft das Musée de l’Armée. Im Hof wurde im Dezember 1836, als das Attentat auf König Louis-Philippe I. verübt wurde, als Verdächtiger für kurze Zeit in Haft genommen.
Nach Basel zurückgekehrt, konnte er seine Kenntnisse auf kaufmännischem, politischem und militärischem Gebiet einbringen. 1843 wurde Im Hof Mitglied des Stadtpolizeigerichtes sowie des Zivil- und Appellationsgerichtes. Als in Basel 1865/1866 eine Typhusepidemie herrschte, organisierte Im Hof als Vorsteher des Gesundheitsdepartements die nötigen Schritte, um der Epidemie Einhalt zu gebieten. Als freisinniger, liberaler Politiker wurde er 1858 in den Kleinen Rat gewählt, dem er bis 1866 angehörte. Als Major im Generalstab und als Inhaber eines eigenen Gerbereibetriebes war Im Hof hoch angesehen. Die Gerberzunft wählte ihn 1853 in den Zunftvorstand, und von 1869 bis 1881 stand er der Zunft als Zunftmeister vor.
1842 trat Im Hof der neu gegründeten Basler Künstlergesellschaft (BKG) bei und übernahm für die nächsten 26 Jahre deren Präsidium, das er auch nach der Fusion mit dem Basler Kunstverein 1864 beibehielt. Er setzte sich 1854 dafür ein, dass zur Finanzierung eines langersehnten eigenen «Künstlerhauses» die Basler Fährengesellschaft gegründet wurde, was den späteren Bau der Kunsthalle Basel ermöglichte.
Auch war es massgeblich Im Hofs Einsatz zu verdanken, dass das St. Jakobs-Denkmal sowie das Hebel-Denkmal realisiert werden konnten. Im Hof war mit vielen Künstlern seiner Zeit freundschaftlich verbunden, u. a. mit Rudolf Koller, Arnold Böcklin, Richard Kissling und vor allem mit Ferdinand Schlöth, dem er 1880 auch den Auftrag für eine Porträtbüste erteilte.
1872 reiste er in Begleitung seiner Tochter und zweier Architekten über Mailand, Florenz, Pisa, Siena, Rom, Neapel nach Capri. In Rom traf er mit vielen Künstlern zusammen, u. a. mit Ernst Stückelberg, August Weckesser und Anselm Feuerbach. Er besuchte mehrere Male Paris, wo er ebenfalls mit dortigen Künstlern Kontakt hatte.
Im Hof war dreissig Jahre lang mit Maria Forcart (1819–1871) verheiratet. Zusammen hatten sie mehrere Kinder, die zum Teil im Kindesalter verstarben. Später heiratete er die Witwe Amalia Rüsch, geborene Jakob (1831–1911). Er wohnte ab 1864 im Basler Stadtpalais Haus zum Kirschgarten.

## Publikationen
- Der Historienmaler Hieronymus Hess von Basel – Geschichte seines Lebens und Verzeichnis seiner Werke. Basel 1887 (Digitalisat der Badischen Landesbibliothek).